# Ronie Carrillo
Ronie Edmundo Carrillo Morales (Quito, 8 settembre 1996) è un calciatore ecuadoriano, attaccante del Botafogo-SP.

## Carriera
Carrillo è un prodotto dei settori giovanili di LDU Quito, ESPOLI e Deportivo Quito. Ha iniziato la sua carriera professionistica con il Deportivo quito giocando un solo incontro nel 2014. Nel 2016 si è trasferito all'América de Quito dove ha giocato 36 incontri e segnato 33 gol, aiutando il club alla promozione in seconda divisione e diventandone capocannoniere. Ciò gli è valso un breve ritorno al club della sua infanzia, l'LDU Quito, nel 2017.
Nel 2018 si è trasferito all'Universidad Católica e poco dopo all'América de Quito dove è rimasto per tre stagioni. Ha avuto poi brevi esperienze con Aucas e LDU Portoviejo prima di spostarsi all'El Nacional dove nel 2022 ha vinto la Primera Categoría Serie B.
Il 14 luglio 2023 si è trasferito in Portogallo al Portimonense.

## Statistiche

### Presenze e reti nei club
Statistiche aggiornate al 13 luglio 2024.
| Stagione        | Squadra              | Campionato      | Campionato | Campionato | Coppe nazionali | Coppe nazionali | Coppe nazionali | Coppe continentali | Coppe continentali | Coppe continentali | Altre coppe | Altre coppe | Altre coppe | Totale | Totale | Totale |
| Stagione        | Squadra              | Comp            | Pres       | Reti       | Comp            | Pres            | Reti            | Comp               | Pres               | Reti               | Comp        | Pres        | Reti        | Pres   | Reti   |        |
| --------------- | -------------------- | --------------- | ---------- | ---------- | --------------- | --------------- | --------------- | ------------------ | ------------------ | ------------------ | ----------- | ----------- | ----------- | ------ | ------ | ------ |
| 2014            | Deportivo Quito      | A               | 1          | 0          |                 | -               | -               |                    | -                  | -                  |             | -           | -           | 1      | 0      |        |
| 2016            | América de Quito     | SC              | 36         | 33         |                 | -               | -               |                    | -                  | -                  |             | -           | -           | 36     | 33     |        |
| 2017            | LDU Quito            | A               | 8          | 1          |                 | -               | -               | CS                 | 0                  | 0                  |             | -           | -           | 8      | 1      |        |
| 2018            | Universidad Católica | A               | 1          | 0          |                 | -               | -               |                    | -                  | -                  |             | -           | -           | 1      | 0      |        |
| 2018            | América de Quito     | B               | 23         | 6          |                 | -               | -               |                    | -                  | -                  |             | -           | -           | 23     | 6      |        |
| 2019            | América de Quito     | A               | 9          | 1          | CE              | 3               | 2               |                    | -                  | -                  |             | -           | -           | 12     | 3      |        |
| 2020            | América de Quito     | B               | 12         | 1          |                 | -               | -               |                    | -                  | -                  |             | -           | -           | 12     | 1      |        |
| 2021            | Aucas                | A               | 2          | 0          |                 | -               | -               | CS                 | 1                  | 0                  |             | -           | -           | 3      | 0      |        |
| 2021            | LDU Portoviejo       | B               | 13         | 4          |                 | -               | -               |                    | -                  | -                  |             | -           | -           | 13     | 4      |        |
| 2022            | El Nacional          | B               | 27         | 16         | CE              | 9               | 2               |                    | -                  | -                  |             | -           | -           | 36     | 18     |        |
| 2023            | El Nacional          | A               | 15         | 9          | CE              | 0               | 0               | CL                 | 4                  | 2                  |             | -           | -           | 19     | 11     |        |
| 2023-2024       | Portimonense         | PL              | 27         | 5          | CP+CdL          | 2+1             | 2+1             |                    | -                  | -                  |             | -           | -           | 30     | 8      |        |
| Totale carriera | Totale carriera      | Totale carriera | 174        | 76         |                 | 15              | 5               |                    | 5                  | 2                  |             | -           | -           | 194    | 83     |        |

## Palmarès
- Segunda Categoría: 1

América de Quito: 2016
- Primera Categoría Serie B: 1

El Nacional: 2022